# Hundwil

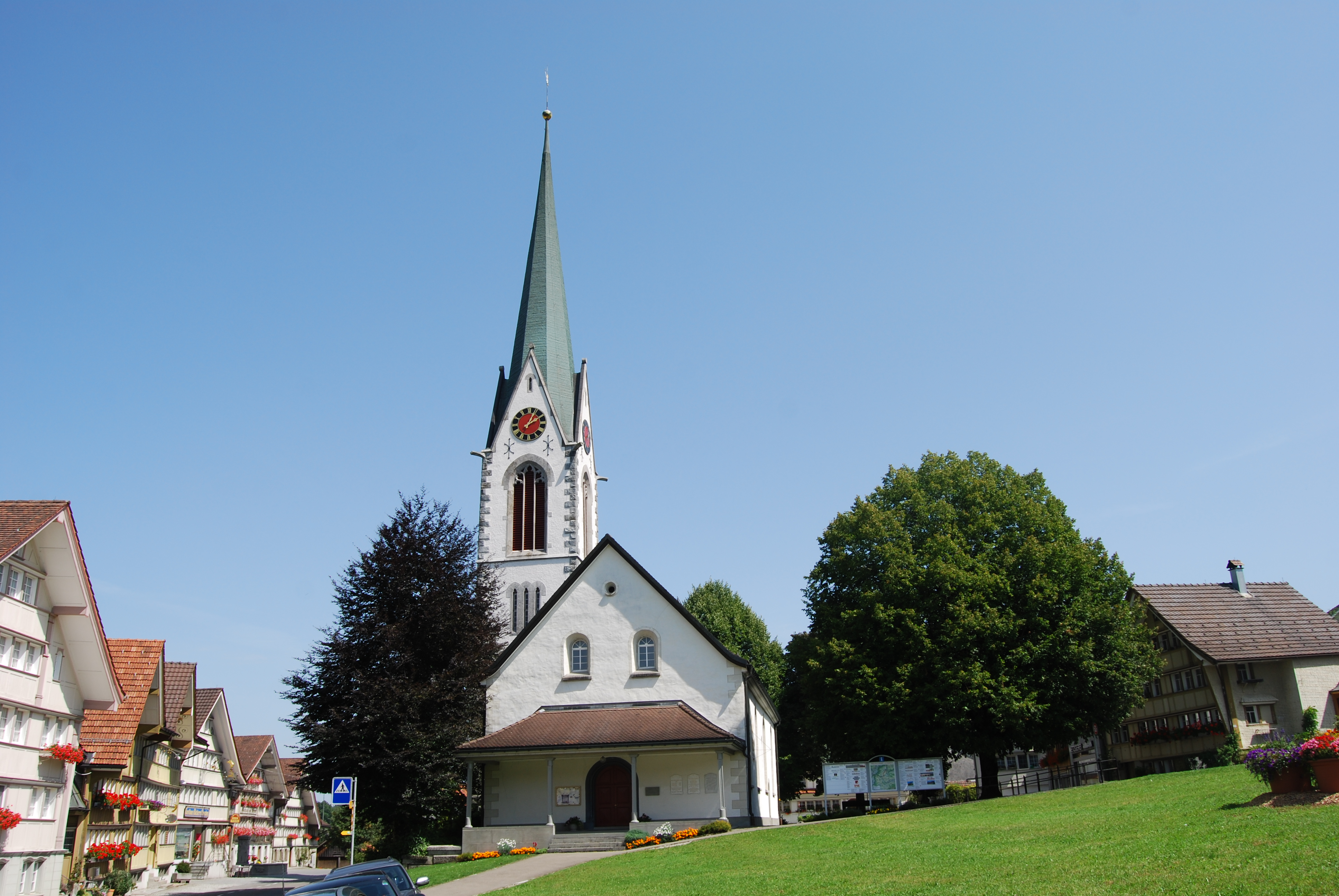
Hundwil

Hundwil is een gemeente en plaats in het Zwitserse kanton Appenzell Ausserrhoden.
Hundwil telt 976 inwoners.

## Geboren
- Hans Nänny (1914-1993), ondernemer, rechter en politicus
- Otto Schoch (1934-2013), ondernemer, rechter en politicus

## Overleden
- Otto Schoch (1934-2013), ondernemer, rechter en politicus

Bühler · Gais · Grub · Heiden · Herisau · Hundwil · Lutzenberg · Rehetobel · Reute · Schönengrund · Schwellbrunn · Speicher · Stein · Teufen · Trogen · Urnäsch · Wald · Waldstatt · Wolfhalden · Walzenhausen
- Gemeinsame Normdatei: 4612433-0
- Historisch woordenboek van Zwitserland: 001294
- MusicBrainz: 642b5f72-29e4-400c-a238-bdd35cc598ac
- Virtual International Authority File: 234781637